# Aschenroth
Aschenroth ist ein Gemeindeteil der Stadt Gemünden am Main im unterfränkischen Landkreis Main-Spessart in Bayern.

## Geographie
Das Kirchdorf liegt auf einer Höhe von 334 m ü. NHN an der Staatsstraße 2434 zwischen Seifriedsburg und der Bundesstraße 27. Südöstlich des Ortes liegt das zur Gemeinde Karsbach gehörende Dorf Weyersfeld, nördlich befindet sich Neutzenbrunn. Aschenroth liegt zwischen den Gipfeln des Riedberges (372 m) und des Jahrberges (381 m).

## Name

### Etymologie
Aschenroth ist ein Rodungsname. Während sich das Grundwort eindeutig einer Rodung zuordnen lässt, können beim Bestimmungswort „Hassen“ mehrere Wörter zugrunde liegen. Es kämen die Bedeutungen von „Asche“, „Axt“ oder auch „Esche“ in Frage.

### Frühere Schreibweisen
Frühere Schreibweisen des Ortes aus diversen historischen Karten und Urkunden:
- 1316 Hassenroda
- 1503 Aschenroth
- 1527 Eschenroth
- 1640 Aschenroth